# Světový pohár ve sportovním lezení 2019
Světový pohár ve sportovním lezení 2019 se konal v 8 zemích, v každé disciplíně (lezení na obtížnost, rychlost a bouldering) proběhlo 6 závodů.
Zahájen byl 5.–6. dubna ve švýcarském Meiringenu prvním závodem světového poháru ve sportovním lezení disciplínou bouldering. Poslední závody světového poháru se uskutečnily 7.–8. června v americkém Vailu (bouldering), 19.–20. října v čínském Sia-menu (rychlost) a 26.–27. října v japonském Inzai (obtížnost). Celkem proběhlo 12 (resp. 18) závodů pod patronátem IFSC (6 pořadatelských měst mělo zdvojené disciplíny).

## Přehledy závodů
| Kalendář závodů SP 2019 | Kalendář závodů SP 2019 | Kalendář závodů SP 2019 | Kalendář závodů SP 2019                                            | Kalendář závodů SP 2019 | Kalendář závodů SP 2019 | Kalendář závodů SP 2019 | Kalendář závodů SP 2019 | Kalendář závodů SP 2019 | Kalendář závodů SP 2019 |
| Datum                   | Místo                   | Země                    | Web                                                                | Počet závodníků         | Počet závodníků         | Počet závodníků         | Počet zemí              | Počet zemí              | Počet zemí              |
| Datum                   | Místo                   | Země                    | Web                                                                | obtížnost               | rychlost                | bouldering              | obtížnost               | rychlost                | bouldering              |
| ----------------------- | ----------------------- | ----------------------- | ------------------------------------------------------------------ | ----------------------- | ----------------------- | ----------------------- | ----------------------- | ----------------------- | ----------------------- |
| 5.–6. dubna             | Meiringen               | Švýcarsko               | mountainfestival.ch                                                | —                       | —                       | +                       | —                       | —                       | +                       |
| 13.–14. dubna           | Moskva                  | Rusko                   | c-f-r.ru                                                           | —                       | +                       | +                       | —                       | +                       | +                       |
| 27.–28. dubna           | Čchung-čching           | Čína                    | cmasports.sport.org.cn Archivováno 12. 1. 2016 na Wayback Machine. | —                       | +                       | +                       | —                       | +                       | +                       |
| 4.–5. května            | Wu-ťiang                | Čína                    | cmasports.sport.org.cn                                             | —                       | +                       | +                       | —                       | +                       | +                       |
| 18.–19. května          | Mnichov                 | Německo                 |                                                                    | —                       | —                       | 119+89                  | —                       | —                       | +                       |
| 7.–8. června            | Vail                    | USA                     |                                                                    | —                       | —                       | 57+55                   | —                       | —                       | +                       |
| 5.–6. července          | Villars                 | Švýcarsko               |                                                                    | +                       | +                       | —                       | +                       | +                       | —                       |
| 11.–13. července        | Chamonix                | Francie                 |                                                                    | +                       | +                       | —                       | +                       | +                       | —                       |
| 19.–20. července        | Briançon                | Francie                 |                                                                    | +                       | —                       | —                       | +                       | —                       | —                       |
| 28.–29. září            | Kranj                   | Slovinsko               |                                                                    | +                       | —                       | —                       | +                       | —                       | —                       |
| 19.–20. října           | Sia-men                 | Čína                    | cmasports.sport.org.cn                                             | +                       | +                       | —                       | +                       | +                       | —                       |
| 26.–27. října           | Inzai                   | Japonsko                | jma-climbing.org                                                   | +                       | —                       | —                       | +                       | —                       | —                       |
| Celkem                  | 18                      | 8                       | IFSC                                                               | (6)                     | (6)                     | (6)                     | x                       | x                       | x                       |

### Muži
| Výsledky SP v lezení na obtížnost 2019 (6-1) | Výsledky SP v lezení na obtížnost 2019 (6-1) | Výsledky SP v lezení na obtížnost 2019 (6-1) | Výsledky SP v lezení na obtížnost 2019 (6-1) | Výsledky SP v lezení na obtížnost 2019 (6-1) | Výsledky SP v lezení na obtížnost 2019 (6-1) | Výsledky SP v lezení na obtížnost 2019 (6-1) | Výsledky SP v lezení na obtížnost 2019 (6-1) | Výsledky SP v lezení na obtížnost 2019 (6-1) | Výsledky SP v lezení na obtížnost 2019 (6-1) |
| Pořadí                                       | Jméno                                        | Země                                         | Body                                         | Inzai                                        | Sia-men                                      | Kranj                                        | Briançon                                     | Chamonix                                     | Villars                                      |
| -------------------------------------------- | -------------------------------------------- | -------------------------------------------- | -------------------------------------------- | -------------------------------------------- | -------------------------------------------- | -------------------------------------------- | -------------------------------------------- | -------------------------------------------- | -------------------------------------------- |
| 1.                                           | Adam Ondra                                   | Česko                                        | 200                                          |                                              |                                              | 1. 100                                       | —                                            | 1. 100                                       | —                                            |
| 2.                                           | Alexander Megos                              | Německo                                      | 165                                          |                                              |                                              | —                                            | 16. 20                                       | 2. 80                                        | 3. 65                                        |
| 3.                                           | Sean McColl                                  | Kanada                                       | 159                                          |                                              |                                              | 4. 55                                        | 5. 51                                        | 7. 43                                        | 21. 10                                       |
|                                              |                                              |                                              |                                              |                                              |                                              |                                              |                                              |                                              |                                              |
| 4.                                           | Sascha Lehmann                               | Švýcarsko                                    | 152                                          |                                              |                                              |                                              |                                              |                                              |                                              |
| 5.                                           | Kai Harada                                   | Japonsko                                     | 134                                          |                                              |                                              |                                              |                                              |                                              |                                              |
| 6.                                           | Jakob Schubert                               | Rakousko                                     | 132                                          |                                              |                                              |                                              |                                              |                                              |                                              |
| 7.                                           | Alberto Ginés López                          | Španělsko                                    | 130                                          |                                              |                                              |                                              |                                              |                                              |                                              |
| 8.                                           | William Bosi                                 | Spojené království                           | 127                                          |                                              |                                              |                                              |                                              |                                              |                                              |
| 9.                                           | Martin Stráník                               | Česko                                        | 124                                          |                                              |                                              | 8. 40                                        | —                                            | 6. 47                                        | 9. 37                                        |
| 10.                                          | Kokoro Fudžii                                | Japonsko                                     | 122                                          |                                              |                                              |                                              |                                              |                                              |                                              |
|                                              |                                              |                                              |                                              |                                              |                                              |                                              |                                              |                                              |                                              |
| 50.-52.                                      | Jakub Konečný                                | Česko                                        | 6                                            |                                              |                                              | 25. 6                                        | 41. 0                                        | 50.-51. 0                                    | 45.-47. 0                                    |
| 0.                                           | Štěpán Volf                                  | Česko                                        | 0                                            |                                              |                                              | —                                            | 71. 0                                        | 73.-74. 0                                    | 48. 0                                        |
| 0.                                           | Šimon Potůček                                | Česko                                        | 0                                            |                                              |                                              | 64. 0                                        | —                                            | —                                            | —                                            |
| 0.                                           | Vojtěch Trojan                               | Česko                                        | 0                                            |                                              |                                              | —                                            | 69. 0                                        | 100. 0                                       | 61. 0                                        |
| 0.                                           | Jan Kříž                                     | Česko                                        | 0                                            |                                              |                                              | 72. 0                                        | 88. 0                                        | —                                            | 96. 0                                        |
| počet finalistů                              | počet finalistů                              | počet finalistů                              | počet finalistů                              |                                              |                                              | 8                                            | 8                                            | 8                                            | 8                                            |
| počet semifinalistů                          | počet semifinalistů                          | počet semifinalistů                          | počet semifinalistů                          |                                              |                                              | 26                                           | 26                                           | 26                                           | 26                                           |
| bodovaných závodníků                         | bodovaných závodníků                         | bodovaných závodníků                         | 56                                           |                                              |                                              | 29                                           | 30                                           | 29                                           | 30                                           |
| počet závodníků                              | počet závodníků                              | počet závodníků                              | —                                            |                                              |                                              | 72                                           | 88                                           | 111                                          | 97                                           |

| Výsledky SP v boulderingu 2019 (6-1) | Výsledky SP v boulderingu 2019 (6-1) | Výsledky SP v boulderingu 2019 (6-1) | Výsledky SP v boulderingu 2019 (6-1) | Výsledky SP v boulderingu 2019 (6-1) | Výsledky SP v boulderingu 2019 (6-1) | Výsledky SP v boulderingu 2019 (6-1) | Výsledky SP v boulderingu 2019 (6-1) | Výsledky SP v boulderingu 2019 (6-1) | Výsledky SP v boulderingu 2019 (6-1) |
| Pořadí                               | Jméno                                | Země                                 | Body                                 | Vail                                 | Mnichov                              | Wu-ťiang                             | Čchung-čching                        | Moskva                               | Meiringen                            |
| ------------------------------------ | ------------------------------------ | ------------------------------------ | ------------------------------------ | ------------------------------------ | ------------------------------------ | ------------------------------------ | ------------------------------------ | ------------------------------------ | ------------------------------------ |
| 1.                                   | Tomoa Narasaki                       | Japonsko                             | 340                                  | 2. 80                                | —                                    | 1. 100                               | 2. 80                                |                                      | 2. 80                                |
| 2.                                   | Adam Ondra                           | Česko                                | 335                                  | 5. 51                                | 2. 80                                | 14. 24                               |                                      | 2. 80                                | 1. 100                               |
| 3.                                   | Jošijuki Ogata                       | Japonsko                             | 264                                  | 1. 100                               | 15. 22                               | 9. 37                                | 29. (1)                              | 3. 65                                | 8. 40                                |
|                                      |                                      |                                      |                                      |                                      |                                      |                                      |                                      |                                      |                                      |
| 4.                                   | Čon Džong-won                        | Jižní Korea                          | 228                                  | 3. 65                                | 6. 47                                | 11. 31                               | 15. (22)                             | 10. 34                               | 5. 51                                |
| 5.                                   | Kokoro Fudžii                        | Japonsko                             | 227                                  | 9. 37                                | —                                    | 5. 51                                | 6. 47                                | 9. 37                                | 4. 55                                |
| 6.                                   | Jan Hojer                            | Německo                              | 223                                  | 4. 55                                | 3. 65                                | 6. 47                                | 12. 28                               | 12. 28                               | 21. (9)                              |
| 7.                                   | Alexej Rubcov                        | Rusko                                | 214                                  | —                                    | 4. 55                                | 10. 34                               | 5. 51                                | 11. 31                               | 7. 43                                |
| 8.                                   | Anže Peharc                          | Slovinsko                            | 205                                  | —                                    | 5. 51                                | 20. 12                               | 3. 65                                | 4. 55                                | 15. 22                               |
| 9.                                   | Jernej Kruder                        | Slovinsko                            | 191                                  | 21. 9                                | 11. 31                               | 16. 20                               |                                      | 1. 100                               | 11. 31                               |
| 10.                                  | Jakob Schubert                       | Rakousko                             | 184                                  | —                                    | 1. 100                               | 3. 65                                | 18. 16                               | 27. 3                                |                                      |
|                                      |                                      |                                      |                                      |                                      |                                      |                                      |                                      |                                      |                                      |
| 61.–65.                              | Martin Stráník                       | Česko                                | 1                                    | —                                    | 43.-45. 0                            |                                      |                                      | 29. 1                                |                                      |
| 0.                                   | Jakub Konečný                        | Česko                                | 0                                    | —                                    | 65.-66. 0                            |                                      |                                      |                                      |                                      |
| 0.                                   | Štěpán Volf                          | Česko                                | 0                                    | —                                    | 71.-72. 0                            |                                      |                                      |                                      |                                      |
| 0.                                   | Roman Kučera                         | Česko                                | 0                                    | —                                    | 75.-77. 0                            |                                      |                                      |                                      |                                      |
| počet finalistů                      | počet finalistů                      | počet finalistů                      | počet finalistů                      | 6                                    | 6                                    |                                      |                                      |                                      |                                      |
| počet semifinalistů                  | počet semifinalistů                  | počet semifinalistů                  | počet semifinalistů                  | 20                                   | 20                                   |                                      |                                      |                                      |                                      |
| bodovaných závodníků                 | bodovaných závodníků                 | bodovaných závodníků                 | 65                                   | 30                                   | 30                                   |                                      |                                      |                                      |                                      |
| počet závodníků                      | počet závodníků                      | počet závodníků                      | —                                    | 57                                   | 119                                  |                                      |                                      |                                      |                                      |

### Ženy
| Výsledky SP v lezení na obtížnost 2019 (6-1) | Výsledky SP v lezení na obtížnost 2019 (6-1) | Výsledky SP v lezení na obtížnost 2019 (6-1) | Výsledky SP v lezení na obtížnost 2019 (6-1) | Výsledky SP v lezení na obtížnost 2019 (6-1) | Výsledky SP v lezení na obtížnost 2019 (6-1) | Výsledky SP v lezení na obtížnost 2019 (6-1) | Výsledky SP v lezení na obtížnost 2019 (6-1) | Výsledky SP v lezení na obtížnost 2019 (6-1) | Výsledky SP v lezení na obtížnost 2019 (6-1) |
| Pořadí                                       | Jméno                                        | Země                                         | Body                                         | Inzai                                        | Sia-men                                      | Kranj                                        | Briançon                                     | Chamonix                                     | Villars                                      |
| -------------------------------------------- | -------------------------------------------- | -------------------------------------------- | -------------------------------------------- | -------------------------------------------- | -------------------------------------------- | -------------------------------------------- | -------------------------------------------- | -------------------------------------------- | -------------------------------------------- |
| 1.                                           |                                              | neznámá vlajka                               |                                              |                                              |                                              |                                              |                                              |                                              |                                              |
| 2.                                           |                                              | neznámá vlajka                               |                                              |                                              |                                              |                                              |                                              |                                              |                                              |
| 3.                                           |                                              | neznámá vlajka                               |                                              |                                              |                                              |                                              |                                              |                                              |                                              |
|                                              |                                              |                                              |                                              |                                              |                                              |                                              |                                              |                                              |                                              |
| 4.                                           |                                              | neznámá vlajka                               |                                              |                                              |                                              |                                              |                                              |                                              |                                              |
| 5.                                           |                                              | neznámá vlajka                               |                                              |                                              |                                              |                                              |                                              |                                              |                                              |
| 6.                                           |                                              | neznámá vlajka                               |                                              |                                              |                                              |                                              |                                              |                                              |                                              |
| 7.                                           |                                              | neznámá vlajka                               |                                              |                                              |                                              |                                              |                                              |                                              |                                              |
| 8.                                           |                                              | neznámá vlajka                               |                                              |                                              |                                              |                                              |                                              |                                              |                                              |
| 9.                                           |                                              | neznámá vlajka                               |                                              |                                              |                                              |                                              |                                              |                                              |                                              |
| 10.                                          |                                              | neznámá vlajka                               |                                              |                                              |                                              |                                              |                                              |                                              |                                              |
|                                              |                                              |                                              |                                              |                                              |                                              |                                              |                                              |                                              |                                              |
| .                                            |                                              | Česko                                        |                                              |                                              |                                              |                                              |                                              |                                              |                                              |
| .                                            |                                              | Česko                                        |                                              |                                              |                                              |                                              |                                              |                                              |                                              |
| počet finalistek                             |                                              |                                              |                                              |                                              |                                              |                                              |                                              |                                              |                                              |
| počet semifinalistek                         |                                              |                                              |                                              |                                              |                                              |                                              |                                              |                                              |                                              |
| bodovaných závodnic                          |                                              |                                              |                                              |                                              |                                              |                                              |                                              |                                              |                                              |
| počet závodnic                               | počet závodnic                               | počet závodnic                               | —                                            |                                              |                                              |                                              |                                              |                                              |                                              |

| Výsledky SP v boulderingu 2019 (6-1) | Výsledky SP v boulderingu 2019 (6-1) | Výsledky SP v boulderingu 2019 (6-1) | Výsledky SP v boulderingu 2019 (6-1) | Výsledky SP v boulderingu 2019 (6-1) | Výsledky SP v boulderingu 2019 (6-1) | Výsledky SP v boulderingu 2019 (6-1) | Výsledky SP v boulderingu 2019 (6-1) | Výsledky SP v boulderingu 2019 (6-1) | Výsledky SP v boulderingu 2019 (6-1) |
| Pořadí                               | Jméno                                | Země                                 | Body                                 | Vail                                 | Mnichov                              | Wu-ťiang                             | Čchung-čching                        | Moskva                               | Meiringen                            |
| ------------------------------------ | ------------------------------------ | ------------------------------------ | ------------------------------------ | ------------------------------------ | ------------------------------------ | ------------------------------------ | ------------------------------------ | ------------------------------------ | ------------------------------------ |
| 1.                                   | Janja Garnbret                       | Slovinsko                            | 500                                  | 1. 100                               | 1. 100                               | 1. 100                               | 1. 100                               | 1. 100                               | 1. (100)                             |
| 2.                                   | Akijo Noguči                         | Japonsko                             | 320                                  | 2. 80                                | —                                    | 2. 80                                | 2. 80                                |                                      | 2. 80                                |
| 3.                                   | Fanny Gibert                         | Francie                              | 308                                  | 3. 65                                | 2. 80                                | 13. (25)                             | 7. 43                                | 3. 65                                | 4. 55                                |
|                                      |                                      |                                      |                                      |                                      |                                      |                                      |                                      |                                      |                                      |
| 4.                                   | Futaba Itó                           | Japonsko                             | 206                                  | 12. 28                               | —                                    | 7. 43                                | 5. 51                                | 6. 47                                | 9. 37                                |
| 5.                                   | Jessica Pilz                         | Rakousko                             | 203                                  | —                                    | 12. 27                               | 5. 51                                | 3. 65                                | 5. 51                                | 21. 9                                |
| 6.                                   | Petra Klingler                       | Švýcarsko                            | 180                                  | —                                    | —                                    | 10. 34                               | 4. 55                                | 8. 40                                | 5. 51                                |
| 7.                                   | Lucka Rakovec                        | Slovinsko                            | 163                                  | —                                    | 8. 38                                | 15. 22                               | 12. 28                               | 4. 55                                | 16. 20                               |
| 8.                                   | Katja Kadič                          | Slovinsko                            | 161                                  | —                                    | 6. 47                                | 13. 25                               | 6. 47                                | 19. 14                               | 12. 28                               |
| 9.                                   | Julia Chanourdie                     | Francie                              | 157                                  | 19. 14                               | 4. 55                                | 6. 47                                | 14. 24                               |                                      | 17. 17                               |
| 10.–11.                              | Shauna Coxsey                        | Spojené království                   | 145                                  | —                                    | —                                    |                                      |                                      | 2. 80                                | 3. 65                                |
| 10.-11.                              | Jevgenia Kazbekova                   | Ukrajina                             | 145                                  | —                                    | 5. 51                                | 11. 31                               | 25. 5                                | 10. 32                               | 13. 26                               |
|                                      |                                      |                                      |                                      |                                      |                                      |                                      |                                      |                                      |                                      |
| 0.                                   | Eliška Bulenová                      | Česko                                | 0                                    | —                                    | 53.-54. 0                            |                                      |                                      |                                      |                                      |
| 0.                                   | Eliška Adamovská                     | Česko                                | 0                                    | —                                    | 61.-62. 0                            |                                      |                                      |                                      |                                      |
| 0.                                   | Michaela Smetanová                   | Česko                                | 0                                    | —                                    | 67.-68. 0                            |                                      |                                      |                                      |                                      |
| 0.                                   | Tereza Širůčková                     | Česko                                | 0                                    | —                                    | 69.-70. 0                            |                                      |                                      |                                      |                                      |
| počet finalistek                     | počet finalistek                     | počet finalistek                     | počet finalistek                     | 6                                    | 6                                    |                                      |                                      |                                      |                                      |
| počet semifinalistek                 | počet semifinalistek                 | počet semifinalistek                 | počet semifinalistek                 | 20                                   | 20                                   |                                      |                                      |                                      |                                      |
| bodovaných závodnic                  | bodovaných závodnic                  | bodovaných závodnic                  | 70                                   | 30                                   | 30                                   | 30                                   | 30                                   | 30                                   | 30                                   |
| počet závodnic                       | počet závodnic                       | počet závodnic                       | —                                    | 55                                   | 89                                   |                                      |                                      |                                      |                                      |

### Čeští medailisté v jednotlivých závodech SP 2019
| Datum a Místo         | Disciplína         | Lezec/lezkyně | Zlato         | Stříbro          | Bronz |
| --------------------- | ------------------ | ------------- | ------------- | ---------------- | ----- |
| 6. dubna Meiringen    | Bouldering 1. kolo | Adam Ondra    | Zlatá medaile |                  |       |
| 14. dubna Moskva      | Bouldering 2. kolo | Adam Ondra    |               | Stříbrná medaile |       |
| 19. května Mnichov    | Bouldering 5. kolo | Adam Ondra    |               | Stříbrná medaile |       |
| 12. července Chamonix | Obtížnost 2. kolo  | Adam Ondra    | Zlatá medaile |                  |       |
| 28. září Kranj        | Obtížnost 4. kolo  | Adam Ondra    | Zlatá medaile |                  |       |